# Extinct
Extinct è il decimo album in studio del gruppo musicale portoghese Moonspell, pubblicato nel 2015.

## Tracce
1. Breathe (Until We Are No More) – 5:33
2. Extinct – 4:42
3. Medusalem – 5:06
4. Domina – 5:09
5. The Last of Us – 3:26
6. Malignia – 5:06
7. Funeral Bloom – 4:10
8. A Dying Breed – 4:29
9. The Future Is Dark – 5:09
10. La Baphomette – 2:48

Tracce Bonus Edizione Deluxe
1. Until We Are No Less – 7:02
2. Doomina – 4:49
3. Last of Them – 5:24
4. The Past Is Darker – 5:43

## Formazione
- Fernando Ribeiro - voce
- Ricardo Amorim - chitarra
- Aires Pereira - basso
- Pedro Paixão - tastiera, samples
- Miguel Gaspar - batteria